# Futbol'nyj Klub Anži 2011-2012
Questa voce raccoglie le informazioni riguardanti il Futbol'nyj Klub Anži nelle competizioni ufficiali della stagione 2011-2012.

## Rosa
| N. |                      | Ruolo | Calciatore             |
| -- | -------------------- | ----- | ---------------------- |
| 3  | Brasile (bandiera)   | D     | Roberto Carlos         |
| 4  | Russia (bandiera)    | D     | Aleksej Igonin         |
| 5  | Senegal (bandiera)   | C     | Ibra Kébé              |
| 6  | Marocco (bandiera)   | C     | Mbark Boussoufa        |
| 7  | Russia (bandiera)    | C     | Kamil' Agalarov        |
| 8  | Brasile (bandiera)   | C     | Jucilei                |
| 9  | Brasile (bandiera)   | A     | Diego Tardelli         |
| 10 | Russia (bandiera)    | A     | Šamil' Lachijalov      |
| 13 | Russia (bandiera)    | A     | Rasim Tagirbekov       |
| 17 | Rep. Ceca (bandiera) | A     | Jan Holenda            |
| 18 | Camerun (bandiera)   | D     | Benoît Angbwa          |
| 20 | Marocco (bandiera)   | C     | Mehdi Carcela-González |
| 21 | Russia (bandiera)    | C     | Šarif Muchammad        |

| N. |                       | Ruolo | Calciatore          |
| -- | --------------------- | ----- | ------------------- |
| 22 | Ungheria (bandiera)   | A     | Balázs Dzsudzsák    |
| 24 | Russia (bandiera)     | A     | Il'ja Kucharčuk     |
| 25 | Uzbekistan (bandiera) | C     | Odil Ahmedov        |
| 30 | Brasile (bandiera)    | D     | João Carlos         |
| 33 | Nigeria (bandiera)    | A     | Isah Eliakwu        |
| 61 | Russia (bandiera)     | C     | Məhəmməd Mirzəbəyov |
| 77 | Russia (bandiera)     | P     | Aleksandr Makarov   |
| 81 | Russia (bandiera)     | C     | Jurij Žirkov        |
| 88 | Russia (bandiera)     | C     | Aleksej Ivanov      |
| 89 | Russia (bandiera)     | A     | Aleksandr Prudnikov |
| 90 | Russia (bandiera)     | C     | Machač Gadžiev      |
| 99 | Camerun (bandiera)    | A     | Samuel Eto'o        |

## Risultati

### Campionato

#### Stagione regolare
| Machačkala 12 marzo 2011 1ª giornata | Anži | 0 – 0 referto | Krasnodar | Stadio Dinamo |

| San Pietroburgo 21 marzo 2011 2ª giornata | Zenit San Pietroburgo | 2 – 0 referto | Anži | Stadio Petrovskij |

| Machačkala 3 aprile 2011 3ª giornata | Anži | 1 – 0 referto | Rubin | Stadio Dinamo |

| Tomsk 11 aprile 2011 4ª giornata | Tom' Tomsk | 0 – 0 referto | Anži | Trud Stadium |

| Machačkala 17 aprile 2011 5ª giornata | Anži | 2 – 1 referto | Spartak Mosca | Stadio Dinamo |

| Chimki 25 aprile 2011 6ª giornata | Dinamo Mosca | 2 – 2 referto | Anži | Arena Chimki |

| Machačkala 1 maggio 2011 7ª giornata | Anži | 1 – 0 referto | Rostov | Stadio Dinamo |

| Nižnij Novgorod 7 maggio 2011 8ª giornata | Volga Nižnij Novgorod | 1 – 2 referto | Anži | Stadio Lokomotiv |

| Machačkala 14 maggio 2011 9ª giornata | Anži | 0 – 0 referto | Kuban' | Stadio Dinamo |

| Groznyj 20 maggio 2011 10ª giornata | Terek Groznyj | 1 – 0 referto | Anži | Achmat-Arena |

| Mosca 27 maggio 2011 11ª giornata | Lokomotiv Mosca | 1 – 2 referto | Anži | Stadio Lokomotiv |

| Machačkala 10 giugno 2011 12ª giornata | Anži | 2 – 0 referto | Spartak-Nal'čik | Stadio Dinamo |

| Chimki 14 giugno 2011 13ª giornata | CSKA Mosca | 3 – 0 referto | Anži | Arena Chimki |

| Perm' 18 giugno 2011 14ª giornata | Amkar Perm' | 0 – 0 referto | Anži | Stadio Zvezda |

| Samara 22 giugno 2011 15ª giornata | Kryl'ja Sovetov Samara | 0 – 3 referto | Anži | Stadio Metallurg (Samara) |

| Krasnodar 26 giugno 2011 16ª giornata | Krasnodar | 2 – 2 referto | Anži | Stadio Kuban' |

| Machačkala 24 luglio 2011 17ª giornata | Anži | 0 – 1 referto | Zenit San Pietroburgo | Stadio Dinamo |

| Kazan' 30 luglio 2011 18ª giornata | Rubin | 0 – 3 referto | Anži | Stadio Centrale di Kazan' |

| Machačkala 6 agosto 2011 19ª giornata | Anži | 2 – 0 referto | Tom' Tomsk | Stadio Dinamo |

| Mosca 14 agosto 2011 20ª giornata | Spartak Mosca | 3 – 0 referto | Anži | Stadio Lužniki |

| Machačkala 21 agosto 2011 21ª giornata | Anži | 2 – 1 referto | Dinamo Mosca | Stadio Dinamo |

| Rostov sul Don 27 agosto 2011 22ª giornata | Rostov | 1 – 1 referto | Anži | Stadio Olimp-2 |

| Machačkala 11 settembre 2011 23ª giornata | Anži | 2 – 1 referto | Volga Nižnij Novgorod | Stadio Dinamo |

| Krasnodar 18 settembre 2011 24ª giornata | Kuban' | 1 – 0 referto | Anži | Stadio Kuban' |

| Machačkala 26 settembre 2011 25ª giornata | Anži | 2 – 2 referto | Terek Groznyj | Stadio Dinamo |

| Machačkala 2 ottobre 2011 26ª giornata | Anži | 0 – 1 referto | Lokomotiv Mosca | Stadio Dinamo |

| Nal'čik 16 ottobre 2011 27ª giornata | Spartak-Nal'čik | 1 – 1 referto | Anži | Respublikanskij stadion Spartak |

| Machačkala 23 ottobre 2011 28ª giornata | Anži | 3 – 5 referto | CSKA Mosca | Stadio Dinamo |

| Machačkala 29 ottobre 2011 29ª giornata | Anži | 2 – 1 referto | Amkar Perm' | Stadio Dinamo |

| Machačkala 5 novembre 2011 30ª giornata | Anži | 3 – 1 referto | Kryl'ja Sovetov Samara | Stadio Dinamo |

#### Poule campionato
| San Pietroburgo 18 novembre 2011 31ª giornata | Zenit San Pietroburgo | 0 – 0 referto | Anži | Stadio Petrovskij |

| Machačkala 27 novembre 2011 32ª giornata | Anži | 2 – 1 referto | CSKA Mosca | Stadio Dinamo |

| Chimki 5 marzo 2012 33ª giornata | Dinamo Mosca | 0 – 1 referto | Anži | Arena Chimki |

| Machačkala 12 marzo 2012 34ª giornata | Anži | 0 – 0 referto | Spartak Mosca | Stadio Dinamo |

| Mosca 18 marzo 2012 35ª giornata | Lokomotiv Mosca | 1 – 0 referto | Anži | Stadio Lokomotiv |

| Machačkala 24 marzo 2012 36ª giornata | Anži | 2 – 0 referto | Kuban' | Stadio Dinamo |

| Kazan' 1 aprile 2011 37ª giornata | Rubin | 1 – 0 referto | Anži | Stadio Centrale di Kazan' |

| Chimki 7 aprile 2012 38ª giornata | CSKA Mosca | 0 – 0 referto | Anži | Stadio Lužniki |

| Machačkala 15 aprile 2012 39ª giornata | Anži | 0 – 1 referto | Dinamo Mosca | Stadio Dinamo |

| Mosca 22 aprile 2012 40ª giornata | Spartak Mosca | 0 – 3 referto | Anži | Stadio Lužniki |

| Machačkala 28 aprile 2012 41ª giornata | Anži | 3 – 1 referto | Lokomotiv Mosca | Stadio Dinamo |

| Krasnodar 2 maggio 2012 42ª giornata | Kuban' | 2 – 2 referto | Anži | Stadio Kuban' |

| Machačkala 6 maggio 2012 43ª giornata | Anži | 3 – 1 referto | Rubin | Stadio Dinamo |

| Machačkala 13 maggio 2012 44ª giornata | Anži | 0 – 2 referto | Zenit San Pietroburgo | Stadio Dinamo |

### Coppa di Russia
| Ul'janovsk 17 luglio 2011 | Volga Ul'janovsk | 0 – 3 referto | Anži | Trud Stadium |

| Chimki 21 settembre 2011 | Dinamo Mosca | 1 – 0 referto | Anži | Arena Chimki |